# Le Cheylard
Le Cheylard (okcitansko Lo Chailar) je naselje in občina v jugovzhodnem francoskem departmaju Ardèche regije Rona-Alpe. Leta 1999 je naselje imelo 3.514 prebivalcev.

## Geografija
Kraj se nahaja v pokrajini Languedoc ob reki Eyrieux in njenem pritoku Dorne 70 km zahodno od Valence.

## Uprava
Le Cheylard je sedež istoimenskega kantona, v katerega so poleg njegove vključene še občine Accons, Le Chambon, Dornas, Jaunac, Mariac, Nonières, Saint-Andéol-de-Fourchades, Saint-Barthélemy-le-Meil, Saint-Christol, Saint-Cierge-sous-le-Cheylard, Saint-Genest-Lachamp, Saint-Julien-Labrousse in Saint-Michel-d'Aurance s 6.531 prebivalci.
Kanton je sestavni del okrožja Tournon-sur-Rhône.

## Pobratena mesta
- Weilmünster (Hessen, Nemčija);